# マンタ (潜水艦)
マンタ (USS Manta, SS/ESS/AGSS-299) は、アメリカ海軍の潜水艦。バラオ級。艦名はオニイトマキエイにちなんで命名された。

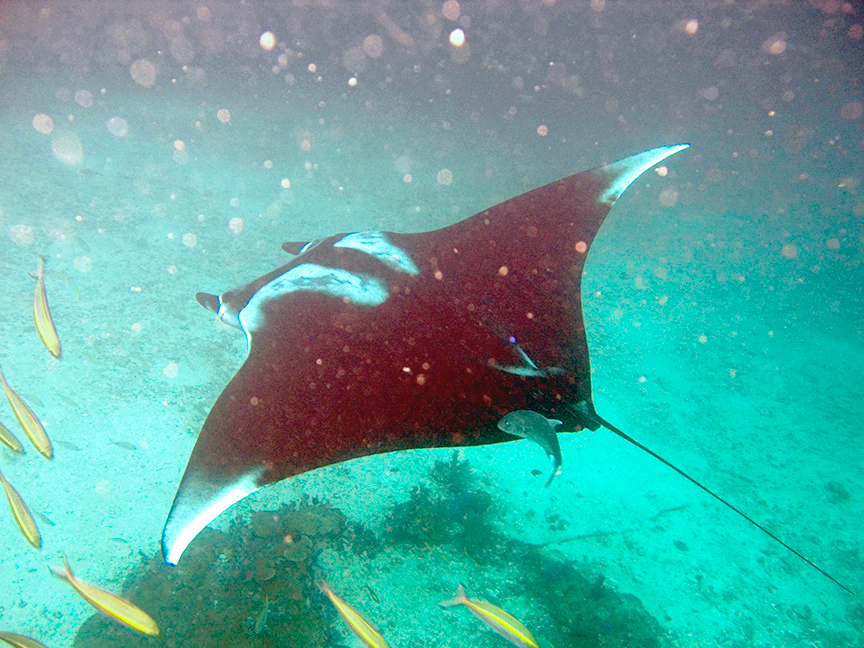
オニイトマキエイ（Manta ray）

## 艦歴
1943年1月15日、ペンシルベニア州フィラデルフィアのクランプ造船所で起工した。1943年11月7日にマイケル・J・ブラッドリー夫人によって命名、進水し、1944年12月18日に艦長エドワード・P・メドレー少佐（アナポリス1937年組）の指揮下で就役する。整調後、1945年3月27日にコネチカット州ニューロンドンを出航し、パナマ運河を経由してハワイに向かった。
5月28日、最初の哨戒で潜水艦「デイス」、「アポゴン」および「カベゾン」とウルフパックを構成し、千島列島方面に向かった。しかし、この哨戒ではソ連船と敵味方不明の潜水艦しか見なかった。7月16日、46日間の行動を終えてミッドウェー島に帰投した。8月8日に2回目の哨戒で出撃したが、8月15日の終戦で哨戒は取りやめとなり、8月17日にグアムアプラ港に帰投した。9月10日に真珠湾に到着し、12月まで訓練に従事したのち、1946年1月2日にサンフランシスコに向けて出航し、不活性化オーバーホールに入る。同年6月10日に退役し、太平洋予備役艦隊で保管される。
1949年8月2日、艦長E・H・エドワーズ・ジュニア中佐の指揮下で ESS-299 （実験潜水艦）として再就役した。9月1日には AGSS-299 （補助潜水艦）に艦種変更され、フロリダ州キーウェストへ向かうよう命じられる。キーウェストに回航の後、4年にわたって大西洋艦隊作戦開発部隊で対潜水艦戦の実験において標的艦としての任務に従事した。任務終了後の1955年7月5日にはキーウェストを出航し、不活性化準備のためニューハンプシャー州ポーツマスに向かう。不活性化後はニューロンドンへ曳航され、1955年12月6日に退役し、予備役艦隊入りする。
1960年4月に海軍第3管区の予備役訓練艦に指定されて再び訓練任務に就き、任務完了後の1967年6月30日に除籍され、1969年7月16日にノーフォーク沖で標的艦として航空機の攻撃で沈められた。